# Saint Nicolas en extase
Saint Nicolas en extase est une peinture à l'huile sur toile de 217 × 156 cm du peintre italien de l'École napolitaine de peinture Mattia Preti, exécutée vers 1653 et conservée au musée de Capodimonte à Naples.

## Histoire
Le premier document certain relatif à la toile remonte au 20 décembre 1653, qui montre un transfert de 40 ducats d'Isabelle Gallo à Mattia Preti en rémunération (convenue pour un total de 50 ducats) pour un tableau représentant saint Nicolas. La commande exigeait que le tableau soit exécuté pour la chapelle Gallo-Coscia dédiée à saint Nicolas dans l'église San Domenico Soriano, l'église de la communauté calabraise de Naples, qui est de fait le premier chantier sur lequel Preti est appelé à travailler dans la ville, pour lequel il peint également les fresques de la coupole, qui ont été détruites au XIXe siècle.
Le tableau devait être placé dans la chapelle achetée en 1649 par Isabelle à la mort de son mari, Domenico Coscia, originaire de Badolato, dans la province de Catanzaro, pour une somme de 150 ducats. D'après les documents d'archives connus, le tableau semble être la première œuvre de Mattia Preti une fois arrivé sur le sol napolitain.
Avec la suppression des monastères sous les Bourbons en 1806, l'œuvre, ainsi que d'autres réalisées par Mattia Preti pour cette église, un Saint Jean Baptiste et une 'Judith, sont mis à la disposition du Musée Royal des Bourbons situé dans le Palais dei Regi Studi (où se trouve aujourd'hui le musée archéologique national de Naples). En 1843, la toile est gravée et signalée dans tous les guides de la ville, devenant l'une des œuvres picturales monumentales cataloguées dans les collections Bourbon.
Une version ultérieure du tableau pour les pères capucins de l'église Santa Cristina, datée de 1657 et de plus grande taille (315×210 cm), se trouve dans la Pinacothèque civique de Fano (Italie), tandis qu'une copie ancienne de la version de Capodimonte se trouve dans l'Église Santa Teresa degli Scalzi à Naples.

## Description
Saint Nicolas, évêque de Myre en Asie Mineure dans la première moitié du IVe siècle, apparait soutenu par une gloire d'anges portant ses attributs canoniques dans un espace se situant entre le divin et le terrestre. Le saint est dans une extase absolue, le visage éclairé par une lumière éblouissante, les bras écartés comme les branches d'un compas, qui délimitent un espace ouvert sur l'infini.

## Analyse
Mattia Preti est confronté au contexte artistique de la ville, caractérisé par une matrice spirituelle bien définie, des figures puissantes et des clairs-obscurs qui en accentuent les modelés et la tridimensionnalité. Il adopte ici le réalisme de ses prédécesseurs, comme dans le Saint Jérôme et l'Ange du Jugement de José de Ribera, mais il le dépasse en se concentrant sur l'interaction tridimensionnelle de la figure avec son environnement.  
La palette générale est rehaussée de touches de jaune, un procédé stylistique cher au peintre, qui donne à l'ensemble une dimension très sculpturale.
Le tableau est particulièrement apprécié des peintres contemporains, qui louent les jeux d'ombre et de lumière, l'utilisation très raffinée du jaune de la robe du saint, la crosse, les vêtements des anges du bas et les trois boules d'or, un attribut fidèle à l'iconographie classique. 
Roberto Longhi dit de l'œuvre : « La création de Preti est l'émergence harmonieuse des masses le long des plans capitaux de lumière ».

## Exposition
Cette peinture est exposée dans le cadre de l'exposition Naples à Paris. Le Louvre invite le musée de Capodimonte au musée du Louvre du 7 juin 2023 au 8 janvier 2024.